# Spiridon Poleacu
Spiridon Poleacu (n. 1891 – d. 1972) a fost un medic și om politic român, care a îndeplinit funcția de primar al municipiului Iași în perioada 10 octombrie 1940 - 26 ianuarie 1941. 
A lucrat ca medic în perioada interbelică, fiind membru al Mișcării Legionare.
| Funcții politice                       | Funcții politice                    | Funcții politice                     |
| -------------------------------------- | ----------------------------------- | ------------------------------------ |
| Predecesor: General Constantin Ionescu | Primar al orașului Iași 1940 - 1941 | Succesor: General Constantin Ionescu |